# Elisabeth Leonskaja

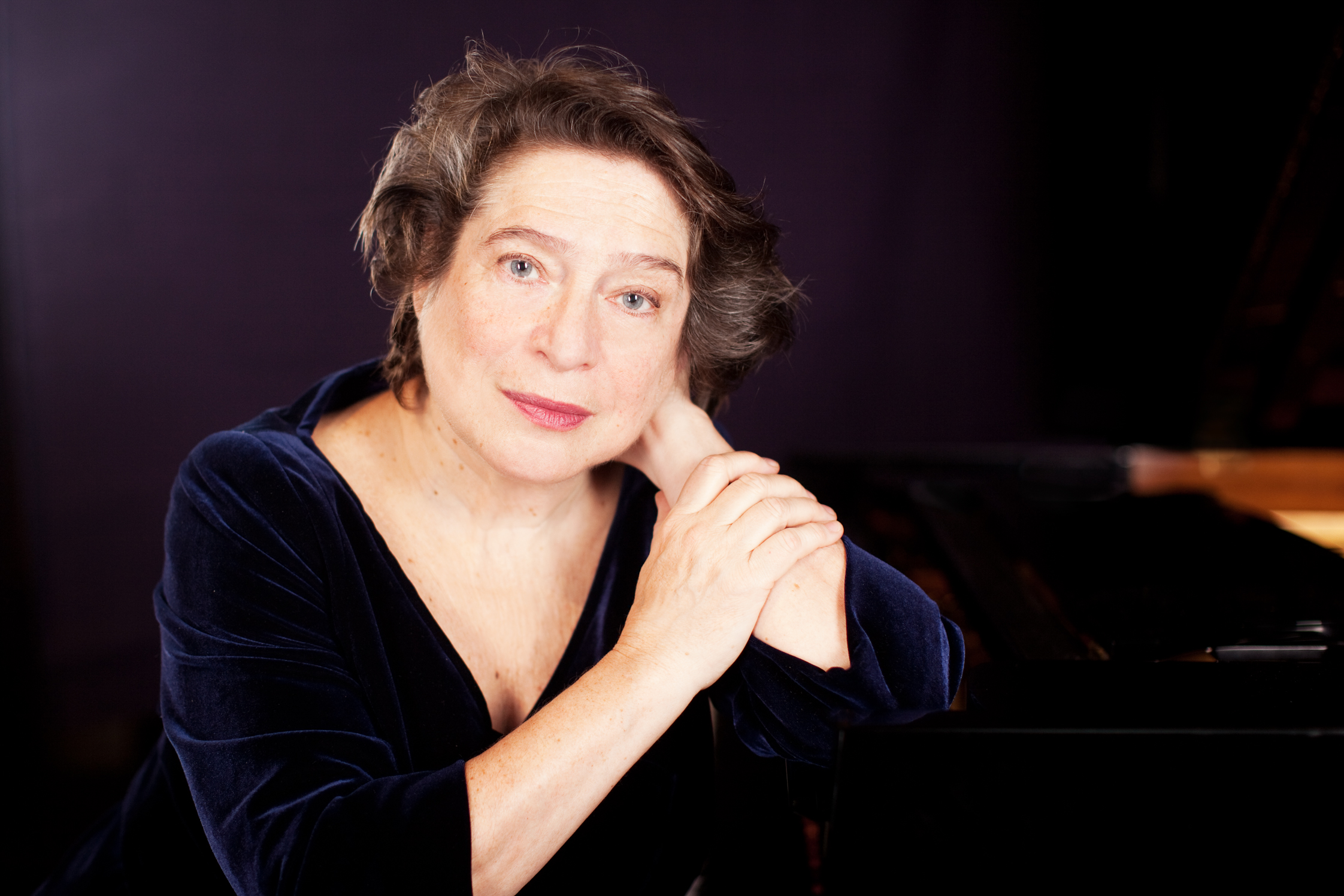
Elisabeth Leonskaja (2012)

Elisabeth Leonskaja (russisch Елизавета Ильинична Леонская; * 23. November 1945 in Tiflis, damals Georgische Sozialistische Sowjetrepublik) ist eine russische Pianistin. Sie zählt zu den führenden Pianistinnen der Gegenwart.

## Leben
Elisabeth Leonskaja wurde als Tochter einer jüdischen Gesangs- und Klavierlehrerin und eines Anwalts in Tiflis (Georgien) geboren. Auf Wunsch der Mutter besuchte sie dort ab dem siebten Lebensjahr eine Musikschule. Bereits mit elf Jahren gab sie ihr Debüt mit einem Orchesterkonzert, zwei Jahre später folgte der erste Soloabend in ihrer Heimatstadt. 1964 wurde sie für den wichtigen George-Enescu-Wettbewerb in Bukarest mit Arthur Rubinstein in der Jury ausgewählt. Sie gewann den ersten Preis und wurde daraufhin ohne Aufnahmeprüfung am Moskauer Konservatorium aufgenommen, wo sie bis 1971/72 bei Jacob Milstein studierte. Während der Studienzeit wurde sie noch für weitere wichtige internationale Klavierwettbewerbe ausgewählt, an denen sie ebenfalls erfolgreich teilnahm. So gewann sie 1965 beim Marguerite Long-Jacques-Thibaud-Wettbewerb in Paris den dritten Preis und 1968 beim Königin-Elisabeth-Wettbewerb in Brüssel einen neunten Preis. Aufgrund dieser ersten Erfolge erhielt sie nicht nur ein Stipendium, sondern auch  Konzertangebote, die ihr bereits in der Studienzeit ein bescheidenes, aber finanziell selbstständiges Leben ermöglichten.

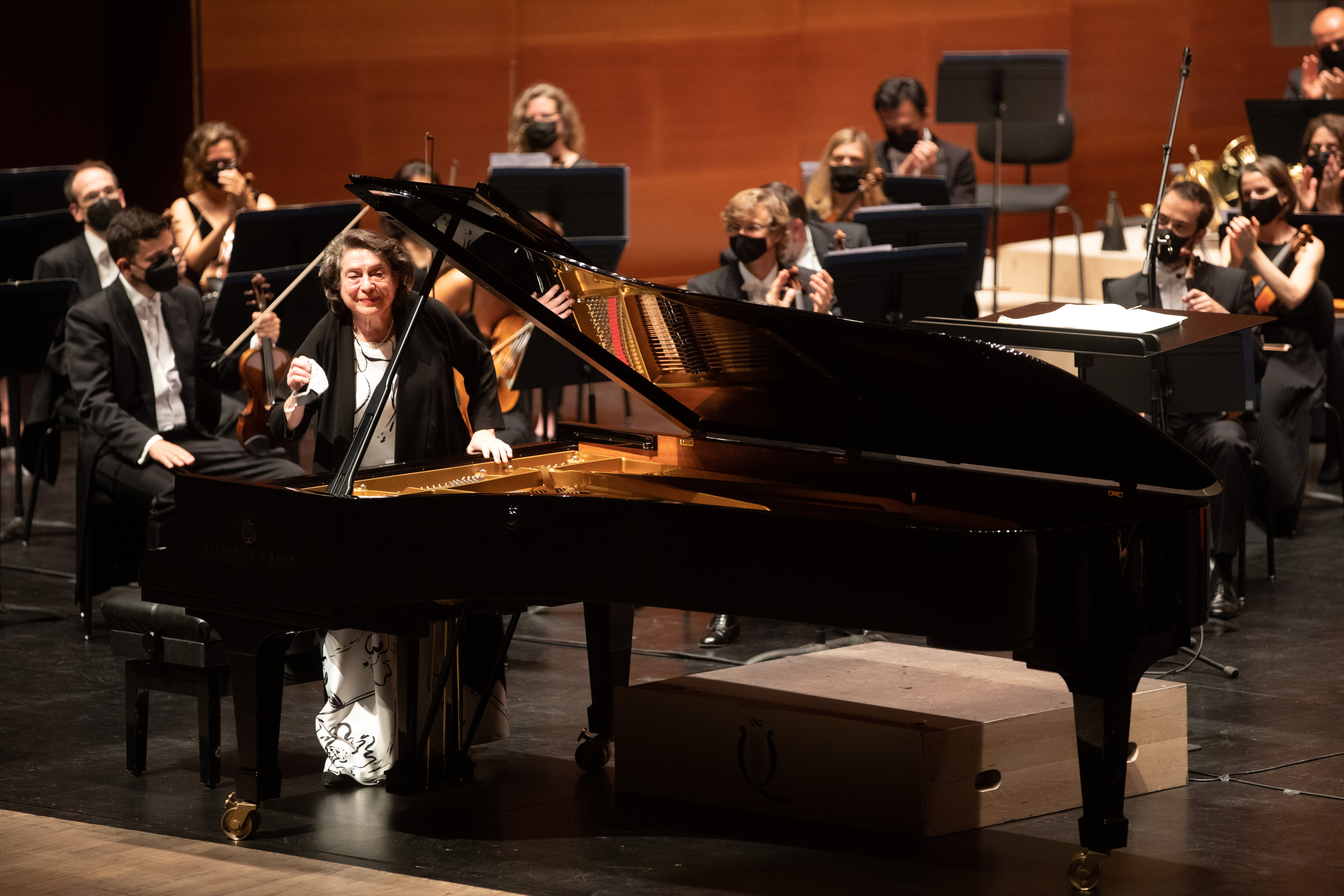
Elisabeth Leonskaja – Quincena Musical de San Sebastián 2021

Prägend für die künstlerische Entwicklung der jungen Pianistin war die Förderung und Zusammenarbeit mit Swjatoslaw Richter, mit ihm war sie bis zu seinem Tod im Jahr 1997 freundschaftlich verbunden. Kennengelernt hatte sie den berühmten Pianisten, der nicht ihr Lehrer war, im Jahr 1969 durch ihren Duopartner und Ehemann, den Geiger Oleg Kagan. Für Elisabeth Leonskaja war Richter damals „auf einem unerreichbaren Olymp“: „In seiner Gegenwart war ich von der geistigen Substanz, die mir in ihm begegnete, so tief bewegt, so überwältigt, daß ich zu einem Dialog kaum fähig war. Ich versuchte nur, alles aufzunehmen, um es später zu verarbeiten. Ihm gegenüber hatte ich Hemmungen, eine eigene Meinung zu artikulieren. Seine Äußerungen waren wie Lichtstrahlen, wie Wegweiser für mich. Seine Weltsicht wurde zu meinem Credo.“ Diese Freundschaft, die gemeinsamen Gespräche, das gemeinsame Musizieren und die gemeinsame Erarbeitung einzelner Werke (die auch in Einspielungen dokumentiert ist) bezeichnet die Pianistin als „Fortuna“, als „Glücks genug“ für ihre künstlerische Entwicklung. Die Zusammenarbeit mit einer Persönlichkeit wie Richter habe sowohl einen anderen Maßstab gesetzt als auch einen anderen Horizont eröffnet.

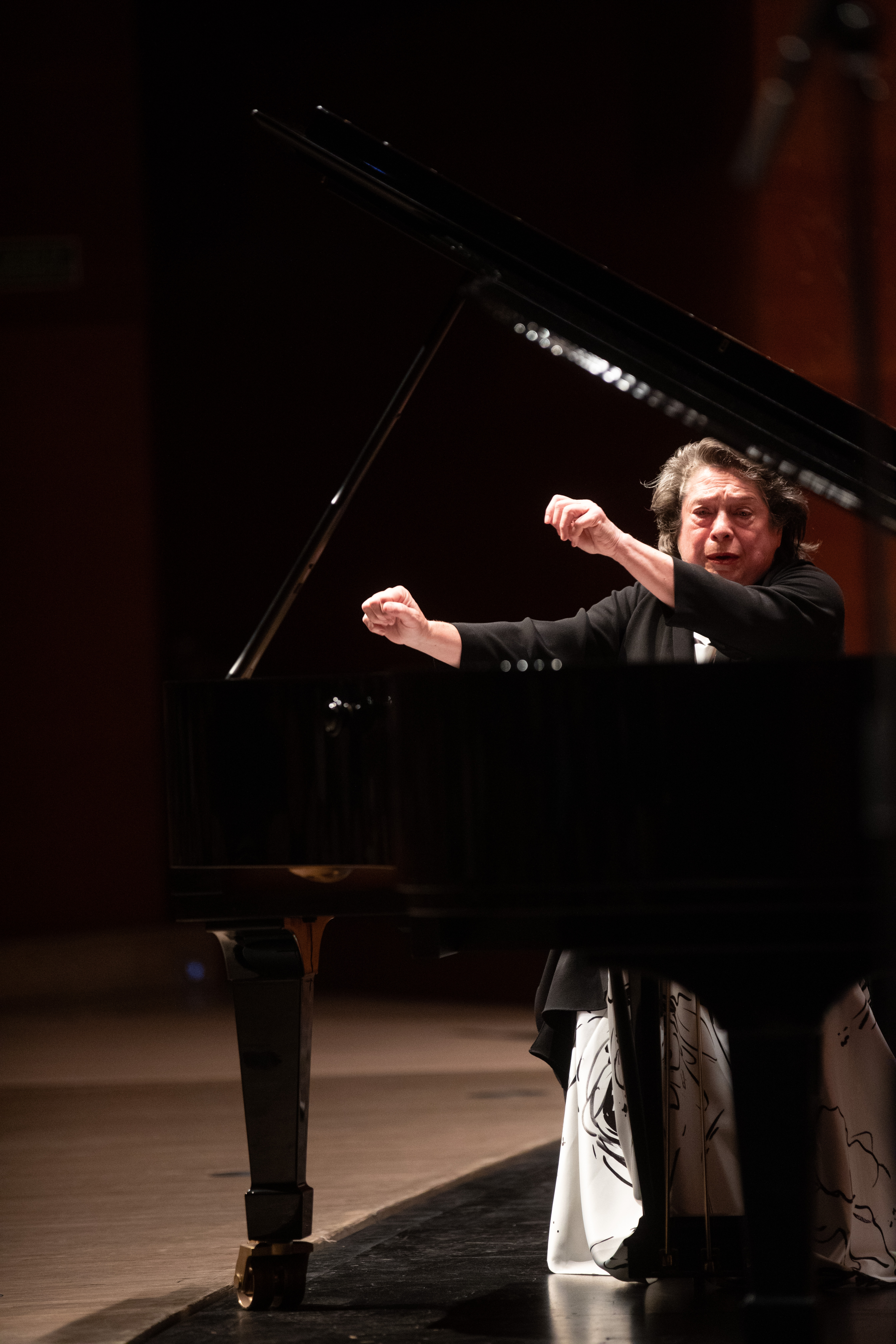
Elisabeth Leonskaja 2021

In der Zeit von 1969 bis 1974 war ihre Konzerttätigkeit auf Moskau und Russland beschränkt, da die aufstrebende Künstlerin keine Ausreisegenehmigung in westliche Staaten erhielt. Erst nach 1974 wurde das Ausreiseverbot aus unbekannten Gründen aufgehoben. Bereits vor der Ausreisesperre hatte Elisabeth Leonskaja in Wien konzertieren können, und dort knüpfte sie nun, 1978,  mit einem weiteren Konzert unter der Leitung von Giuseppe Sinopoli und den Wiener Symphonikern wieder an. Das dreimonatige Transitvisum über Israel wurde jedoch so lange hinausgezögert, dass sie gerade noch rechtzeitig, am Tag der ersten Probe, in Wien eintraf. Da die Sowjetunion 1978 jüdischen Bürgern das Recht zur Auswanderung gab, ihre Eltern verstorben waren und ihre Ehe mit Oleg Kagan 1974 nach sechs Jahren geschieden worden war, entschied sich Elisabeth Leonskaja in Wien zu bleiben. Wien ist seitdem die Wahlheimat der Pianistin.
Die Übersiedlung nach Wien war der Auftakt für die internationale Karriere der Künstlerin. 1979 trat sie erstmals bei den Salzburger Festspielen auf, 1980 folgte ein erstes Engagement bei den Luzerner Festwochen. Seit 1979 konzertiert sie mit den ersten Orchestern der Welt, wie Berliner Philharmoniker, Gewandhausorchester Leipzig, Sächsische Staatskapelle Dresden, Münchner Philharmoniker, Concertgebouw-Orchester, Tonhalle-Orchester Zürich, Wiener Symphoniker, Philharmonia Orchestra London, Royal Philharmonic Orchestra, London Philharmonic Orchestra, Orchestre National de France, Orchestre de Paris, New York Philharmonic, Los Angeles Philharmonic oder Cleveland Orchestra. Sie arbeitete und arbeitet mit bekannten Dirigenten zusammen, beispielsweise Kurt Masur, Michael Gielen, Eliahu Inbal, Wladimir Aschkenasi, Michael Schønwandt, Tugan Sokhiev, Michael Sanderling, Róbert Farkas, Jan Willem de Vriend, Dennis Russell Davies, Christoph Eschenbach, Sir Colin Davis, Christoph von Dohnányi oder Mariss Jansons. 
Neben der Konzerttätigkeit ist die Kammermusik der zweite Schwerpunkt ihrer künstlerischen Arbeit. Elisabeth Leonskaja ist nicht nur mit Solorezitals ebenfalls in den großen Musikzentren weltweit präsent, sondern auch das gemeinsame Musizieren mit Sängerinnen und Sängern (z. B. Brigitte Fassbaender, Michelle Breedt, Matthias Goerne), Instrumentalisten (z. B. Heinrich Schiff, Thomas Zehetmair, Leonidas Kavakos, Julius Drake) und Ensembles (z. B. Belcea Quartet, Borodin-Quartett, Guarneri String Quartet, Emerson String Quartet, Jerusalem Quartet, Artemis Quartett, Alban Berg Quartett) ist ihr ein Herzensanliegen. Die Aufnahmen mit dem Alban Berg Quartett, dem sie außerdem durch eine langjährige musikalische Freundschaft verbunden war, gelten als legendär.
Elisabeth Leonskaja ist regelmäßig bei internationalen Festivals vertreten, wie den Wiener Festwochen, dem Schleswig-Holstein Musik Festival, der Schubertiade, dem Spring Festival Tokio und den Dezemberabenden Moskau.
Zahlreiche ihrer LPs und CDs wurden mit Preisen ausgezeichnet. So wurde zum Beispiel die CD Paris mit Werken von Maurice Ravel, George Enescu und Claude Debussy von der International-Classical-Music-Awards-Jury (ICMA) als Solo-Einspielung des Jahres 2014 prämiert.
Elisabeth Leonskaja ist Ehrenmitglied des Wiener Konzerthauses.

## Auszeichnungen (Auswahl)
- 1999: Ehrenbürgerin der Stadt Deutschlandsberg
- 2006: Österreichische Ehrenkreuz für Wissenschaft und Kunst erster Klasse für besondere Verdienste um die Kultur des Landes
- 2014: Ehrenmitglied der Johannes-Wasmuth-Gesellschaft e. V.
- 2016: Auszeichnung Priesterin der Kunst in Georgien
- 2020: Opus Klassik, Kategorie Instrumentalistin des Jahres (Klavier), für Robert Schumann Variations – Sonaten
- 2020: International Classical Music Awards (ICMA) für ihr Lebenswerk
- 2024: Wigmore Hall Medal

### Zitate
„Das Klavier ist Symbol meines Lebens. Es ist untrennbar mit mir verbunden.“

„[...] es gibt bestimmte »heilige Regeln«, die man nicht umstoßen darf: Nicht sich in der Musik suchen, sondern Musik in sich – Stilgefühl – Innere Freiheit innerhalb dieses Stilgefühls – Vorstellung und Gestaltungskraft.“

„Musik ist für mich kein Beruf – Musik ist das Leben – Leben bedeutet Musik machen, den Weg zur Musik in sich suchen – immer wieder kreisen in der Suche nach Licht der Erkenntnis.“

„»Die Musik verträgt nicht die Lüge« [...]. Die Interpretation der Musik kann nicht mit dem Ziel »berühmt zu werden« verfolgt werden, die Interpretation muss aus dem ehrlichen Willen erfolgen, diese Musik zu empfinden, sie gemäß dem Willen des Komponisten mit der eigenen Emotionalität und Gestaltungskraft zu Gehör zu bringen.“

## Diskografie (Auswahl)
- Franz Liszt: Transkriptionen (Richard Wagner: Ouvertüre zu Tannhäuser. Isoldes Liebestod aus Tristan und Isolde. Franz Liszt: Loreley. Frédéric Chopin: Blatt polnischer Lieder: Meine Freuden, Mädchens Wunsch. Giuseppe Verdi: Rigoletto). Amadeo 1981
- Ludwig van Beethoven: Trio (Gassenhauer-Trio) Nr. 4 in B-Dur op. 11 für Klavier, Klarinette und Violoncello (mit Eduard Brunner, Klarinette; Wolfgang Boettcher, Violoncello). Tudor Recording 1983
- Franz Schubert: Klaviersonaten (D 894 u. 959) und Impromptus (D 899). Amadeo 1984
- Schubert: Quintett (Forellenquintett) für Klavier, Violine, Viola, Violoncello und Kontrabass in A-Dur op. posth. 114 (D 667) (mit dem Alban Berg Quartett). EMI Records 1986
- Schubert: Klaviersonate (D 894) und Wandererfantasie (D 760). Teldec 1988
- Frédéric Chopin: Klaviersonate Nr. 3; Alexander Skrjabin: Fantasie op. 28 u. Klaviersonate Nr. 2. Teldec 1988
- Modest Mussorgski: Bilder einer Ausstellung u. Peter Tschaikowski: Klaviersonate op. 37. Teldec 1988
- Johannes Brahms: Klaviersonate Nr. 2; Robert Schumann: Klaviersonate Nr. 1. Teldec 1988
- Franz Liszt: Dante-Sonate. Klaviersonate h-Moll, Petrarca-Sonette Nr. 104 und 123. Teldec 1989
- Brahms: Klaviersonate Nr. 1 und 3, Paganini-Variationen op. 35. Teldec 1990
- Brahms: Klavierkonzert Nr. 1 in D-Dur op. 15 (Philharmonia Orchestra, Dir.: Eliahu Inbal). Teldec 1990
- Tschaikowski: Klavierkonzert Nr. 2 in G-Dur op. 44 (Gewandhausorchester Leipzig, Dir.: Kurt Masur). Teldec 1991
- Dmitri Schostakowitsch: Klavierkonzert Nr. 1 und 2 (Saint Paul Chamber Orchestra, Dir.: Hugh Wolff). Teldec 1991/92
- Tschaikowski: Klavierkonzerte Nr. 1–3 (New York Philharmonic, Dir.: Kurt Masur). Teldec 1992
- Schubert: Klaviersonaten (D 664 und 959). Teldec 1992
- Chopin: Nocturnes. Complete recording. East West Records 1992
- Wolfgang Amadeus Mozart/Edvard Grieg: Klaviersonate (KV 533/494), Fantasie (KV 475) (mit Swjatoslaw Richter). Teldec 1993. [Mozart-Sonaten mit einem von Grieg hinzukomponierten zweiten Klavierpart]
- Brahms: Klavierkonzert Nr. 2 in B-Dur op. 83 (Gewandhausorchester Leipzig, Dir.: Kurt Masur). Teldec 1994
- Schubert: Klaviersonaten (D 850 und 568). Teldec 1994
- Schostakowitsch: Klavierquintett op. 57, Klaviertrio Nr. 2 (mit dem Borodin-Quartett). Teldec 1996
- Chopin: Polonaisen Nr. 1–7. Teldec 1995
- Schubert: Klaviersonaten (D 958 und 960). Teldec 1997
- Chopin: Klavierkonzerte Nr. 1 und 2 (Tschechische Philharmonie, Dir.: Wladimir Aschkenasi). Teldec 1998
- Schubert: Piano works (D 915, 612, 946, 664, 593). Dabringhaus + Grimm 2003
- Beethoven: Klaviersonaten Op. 109–111. Naxos 2010
- Grieg: Klavierkonzert in a-Moll op. 16 (Orchestre de Paris, Dir.: Paavo Järvi). DVD, Fernsehmitschnitt: Arte, Dez. 2010
- Paris (Werke von Maurice Ravel, George Enescu, Claude Debussy). eaSonus 2013
- Schubert: Complete Piano Sonatas. eaSonus 2016 u. 2019
- Mozart: Complete Piano Sonatas. Warner 2021
- Schubert: Sämtliche Klaviersonaten. Warner 2022
- Berg Schönberg Webern (Alban Berg: Klaviersonate Nr. 1 op. 1; Anton Webern: Variationen für Klavier op. 27; Arnold Schönberg: 3 Stücke für Klavier op. 11, 6 Kleine Klavierstücke op. 19, Suite für Klavier op. 25). Warner 2023 (Hörproben bei jpc)
- Beethoven: Klavierkonzert Nr. 5 in Es-Dur op. 73 und Klavierquintett in Es-Dur op. 16. Warner 2025